# Stephen Yablo
Stephen Yablo est un philosophe américain, spécialiste de logique, de métaphysique, de philosophie de l'esprit et du langage. Il enseigne au Massachusetts Institute of Technology (MIT).

## Biographie
Stephen Yablo est né en 1957. Après avoir effectué une partie de ses études en Inde, il obtient un doctorat en philosophie à l'université de Berkeley sous la direction de Donald Davidson et George Myro. Il est marié à une autre professeure de philosophie du MIT, Sally Haslanger, avec laquelle il a deux enfants, Isaac et Zina.
En 1993, il a publié un court article montrant qu'un paradoxe du menteur pouvait être généré sans auto-référence. 
Il a publié plusieurs articles influents sur la philosophie de l'esprit, la philosophie du langage et la métaphysique (en particulier sur la question des propriétés intrinsèques des objets).
Il a donné des Conférences John Locke à Oxford en 2012. Elles ont constitué la base de son livre Aboutness, décrit par Adam Morton dans son compte-rendu critique comme «important et d'une grande portée» .

## Œuvres
- Thoughts (Philosophical Papers, volume 1), Oxford University Press, 2009.
- Things (Philosophical Papers, volume 2), Oxford University Press, 2010.
- Aboutness, Princeton University Press, 2014.